# Estils de les pedres rúniques

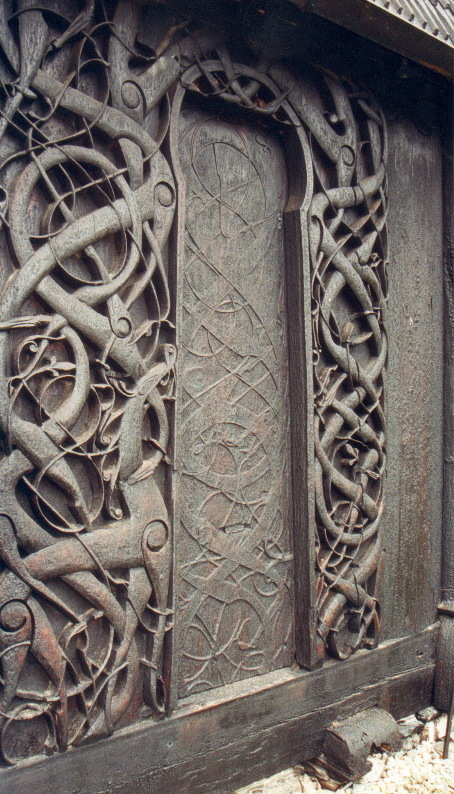
Els estils de les pedres rúniques són part de l'evolució general de l'art a Escandinàvia. Decoració de l'església de fusta d'Urnes, a Lusteren, que és la mateixa que la dels estils tardans de pedres

Els estils de les esteles rúniques canviaren al llarg de l'època vikinga. Les pedres rúniques més antigues tenen un disseny simple, però es feren més complexes fins que, al final de la seua època, assoliren una notable perfecció en la factura, en les obres dels mestres picapedrers itinerants öpir i Visäte.
La principal catalogació dels estils, la desenvolupà Anne-Sophie Gräslund. La seua sistematització es considerà un gran avanç i n'és l'estàndard actualment. Els estils són RAK, Fp, Pr1, Pr2, Pr3, Pr4 i Pr5, i abasten el període entre 980-1130, que és quan es feren la majoria de les pedres rúniques. Els estils Pr3, Pr4 i Pr5 corresponen al que es coneix com a estil Urnes, i els Pr1 i Pr2 també són coneguts com a estil Ringerike.
Tot seguit s'exposen breument els estils mostrant algunes pedres com a exemples, d'acord amb la notació de Rundata:

## RAK
RAK és l'estil més antic i estrictament comprèn el període 980-1015, tot i que el projecte Rundata hi inclou inscripcions més antigues i més modernes. És el més simple: només té les bandes amb la inscripció de runes. El final de les bandes rúniques és recte i no acaba amb caps d'animals.

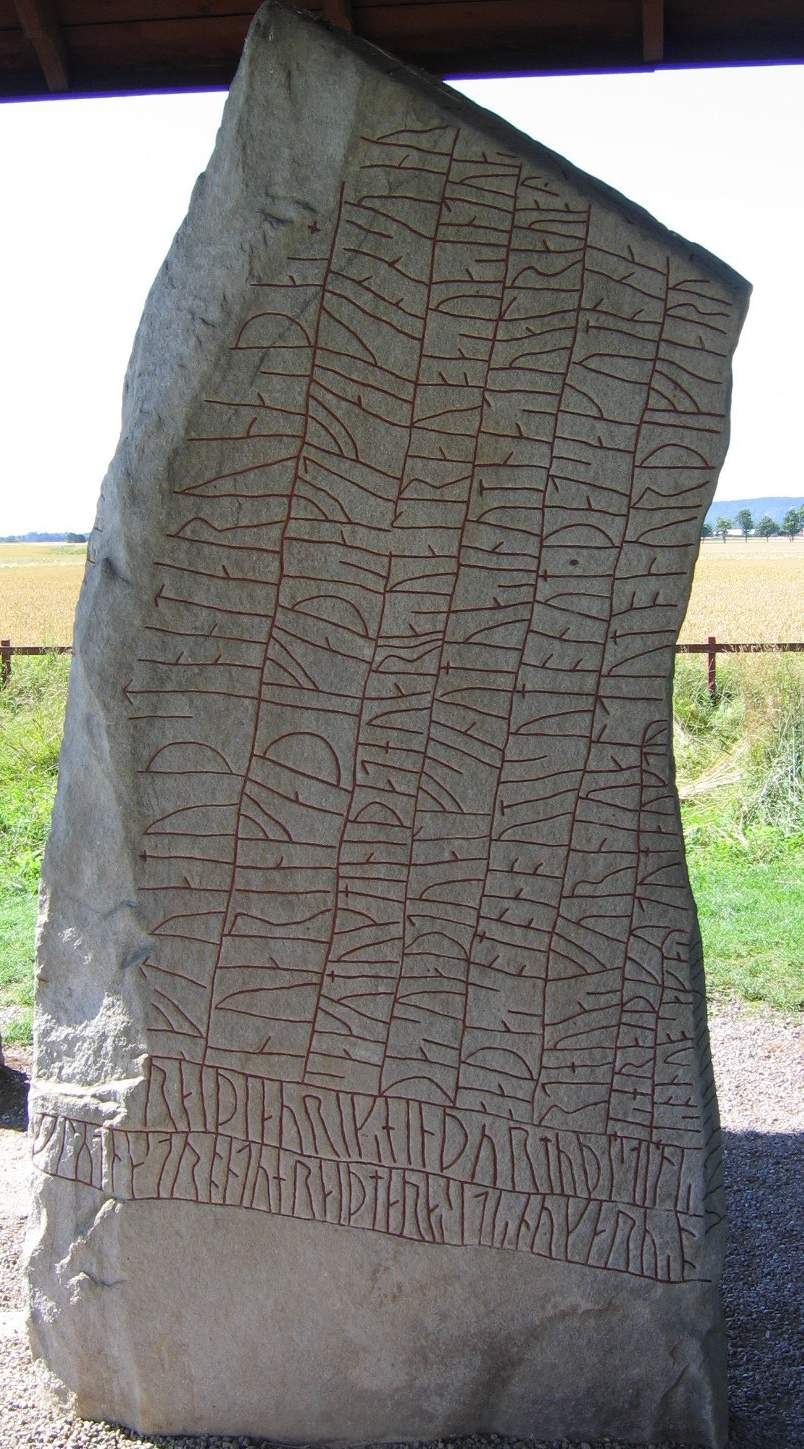
Pedra de Rök
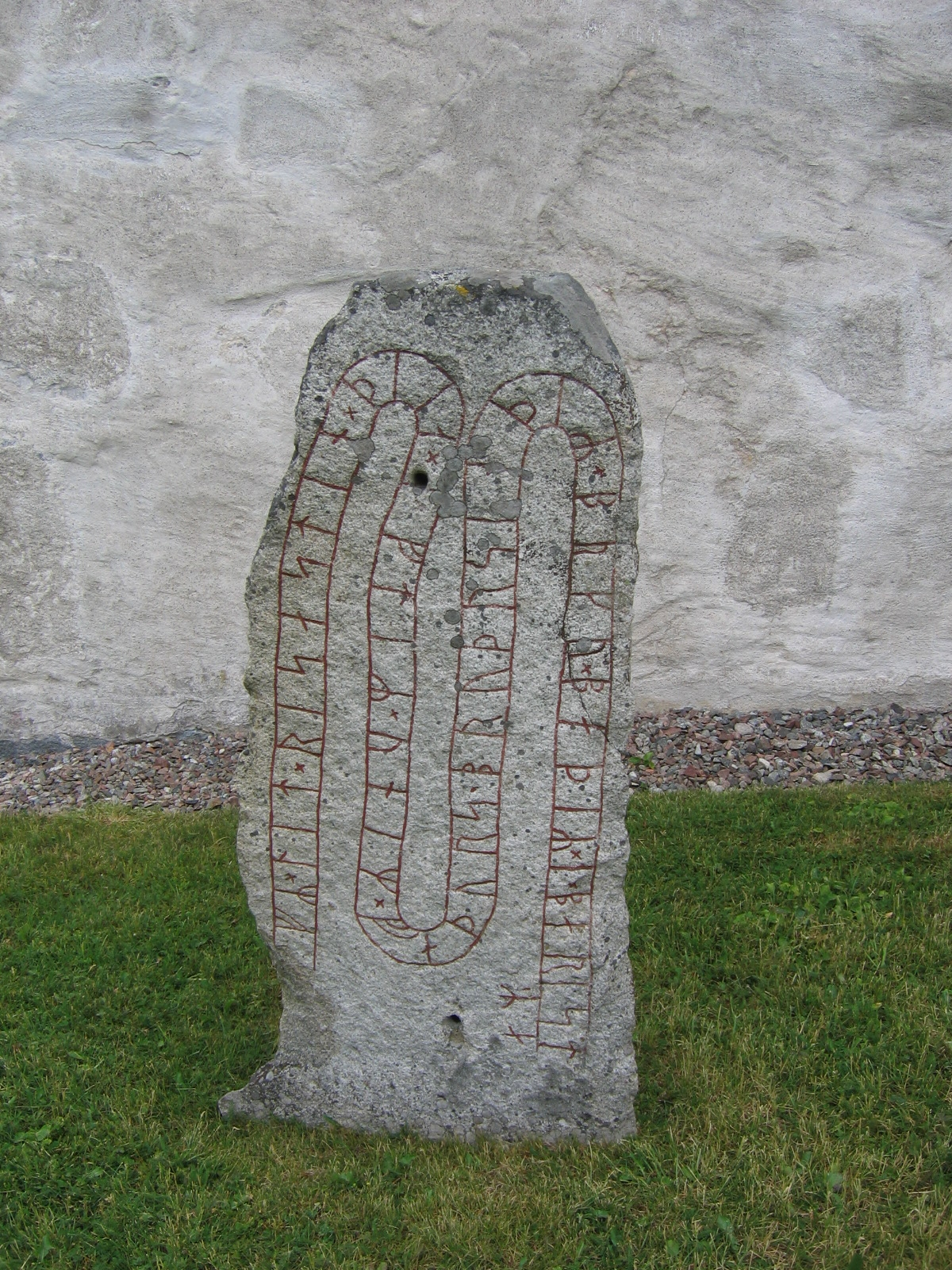
U 336
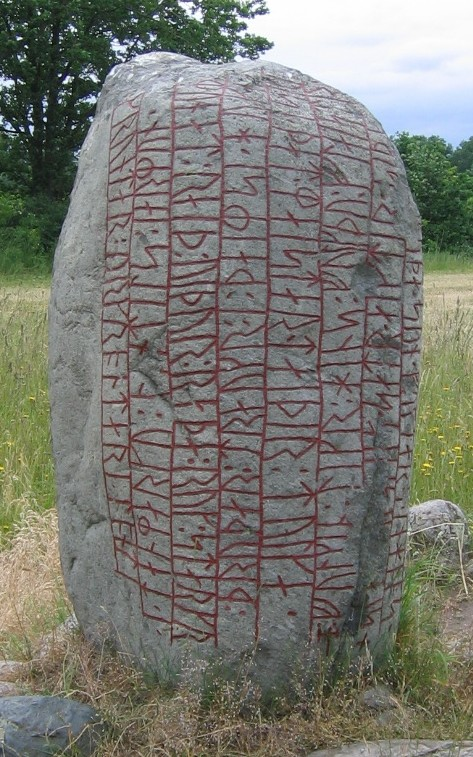
Pedra de Karlevi
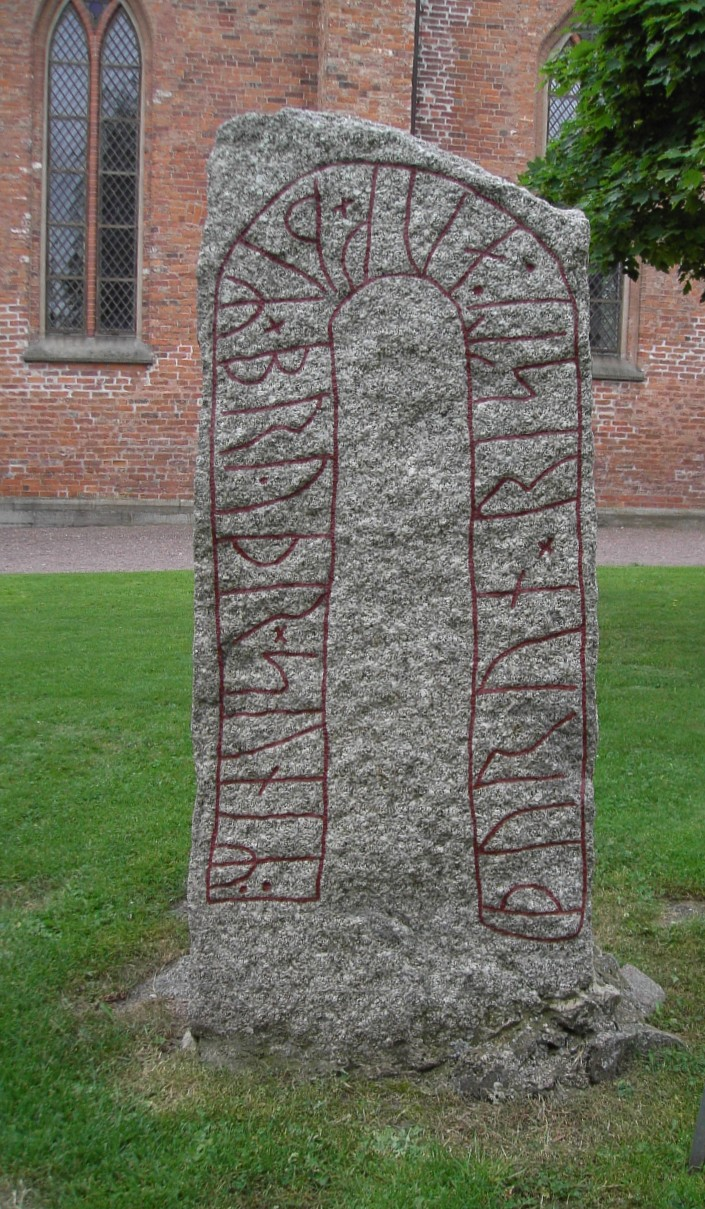
Ög 165

## Fp
És l'estil que inclou el període de 1010-1015 a 1040-1050, quan apareix el Pr3. Es caracteritza perquè les bandes rúniques acaben en caps d'animals vists des de dalt, normalment serps o dracs.

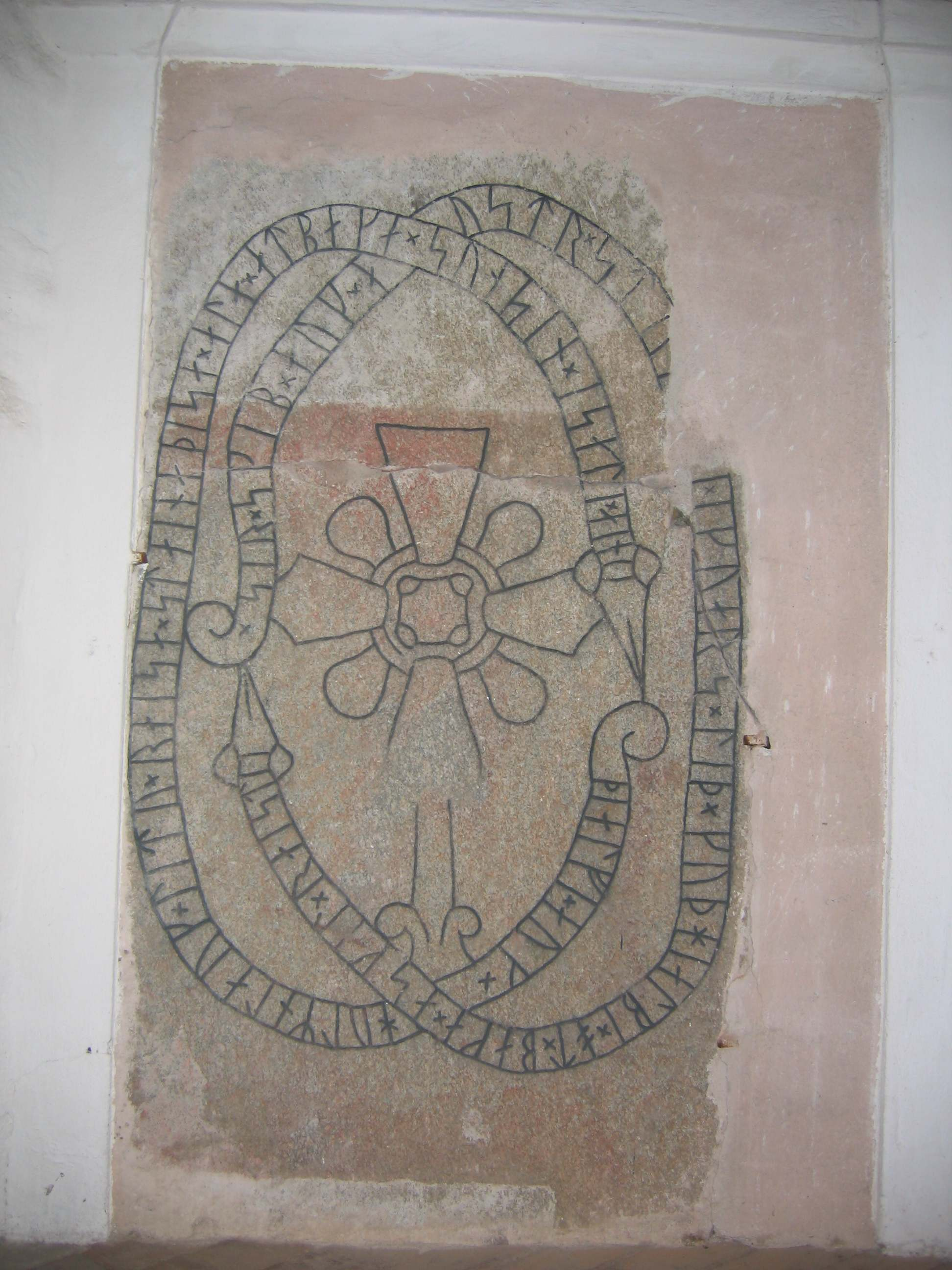
U 778
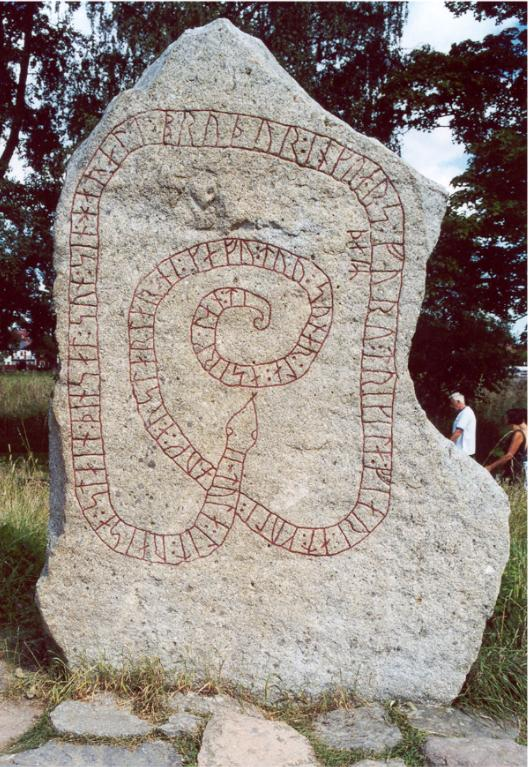
Sö 179 (estela de Gripsholm)
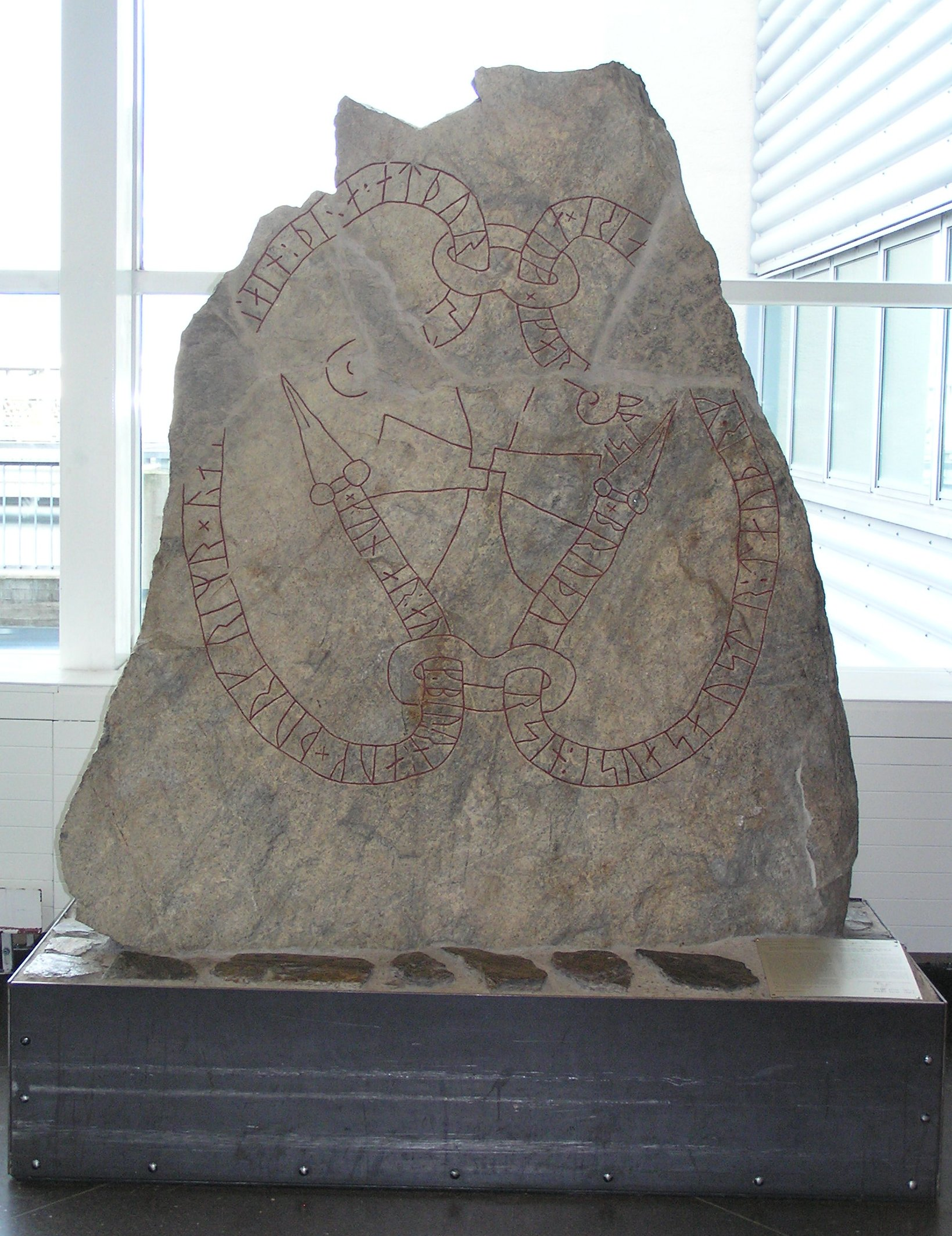
U Fv1992;157
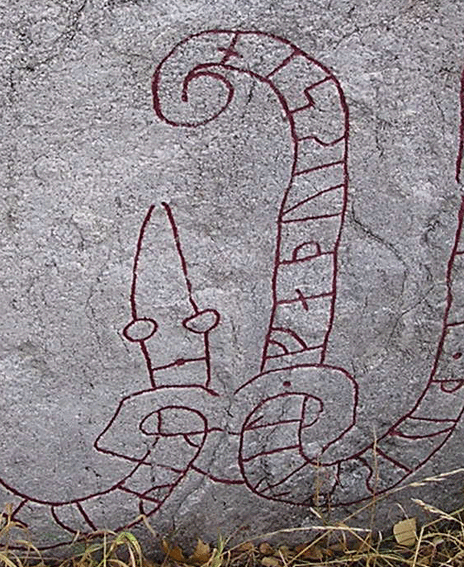
Sö 194

## Pr (Estils de perfil)
En els estils de perfil, Pr1, Pr2, Pr3, Pr4 i Pr5, les bandes rúniques acaben en caps d'animals de perfil.

### Pr1 (estil Ringerike)
Aquest estil és coetani de l'estil FP, i va del 1010 al 1050, quan el substitueix el Pr3. Es considera la primera etapa de l'estil Ringerike aplicat a la decoració de pedres rúniques. Els caps de bèsties de perfil que conclouen les bandes rúniques tenen ulls arredonits i solen dur plomalls a l'alçada dels ulls i el nas. 

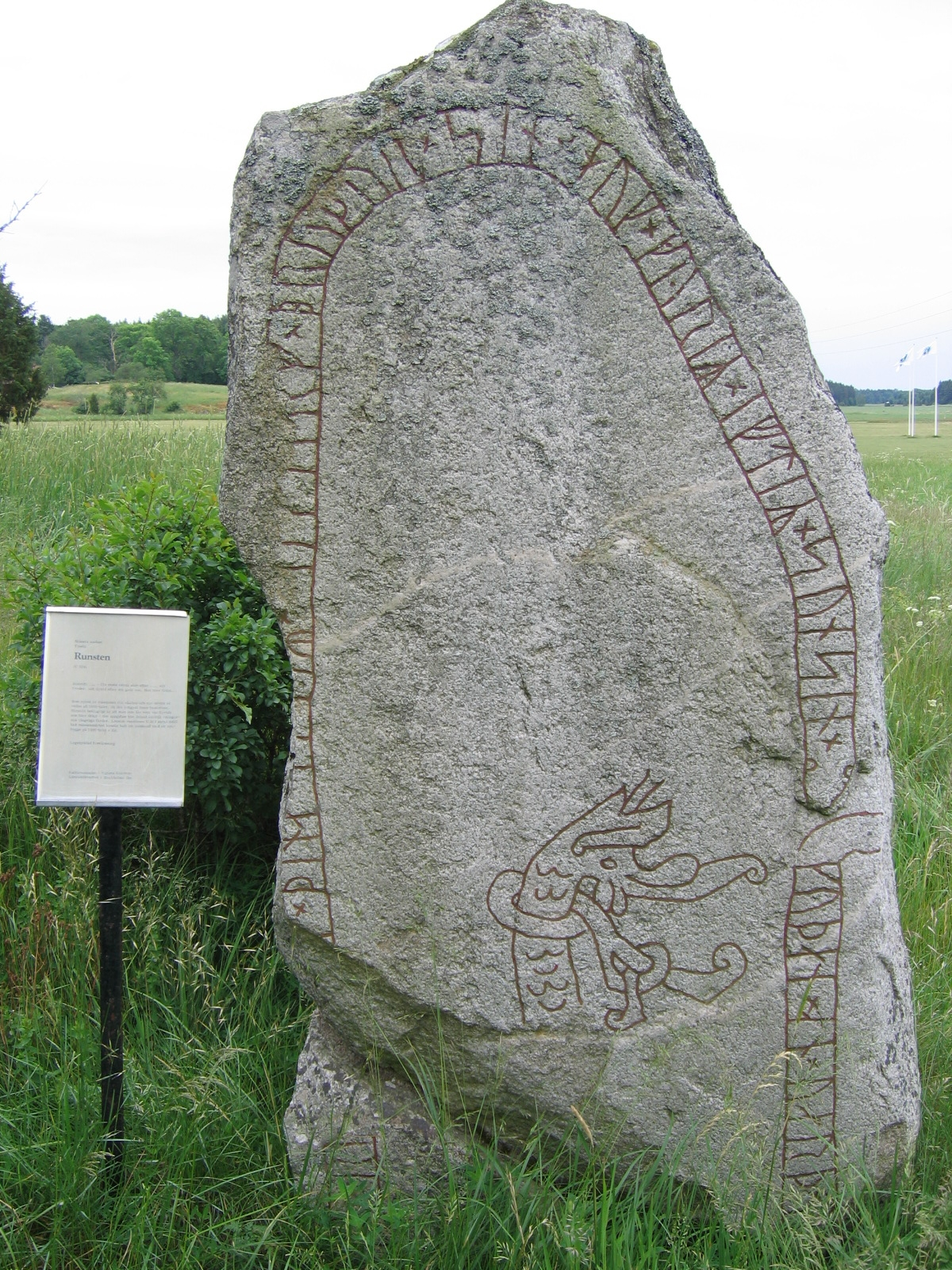
U 324
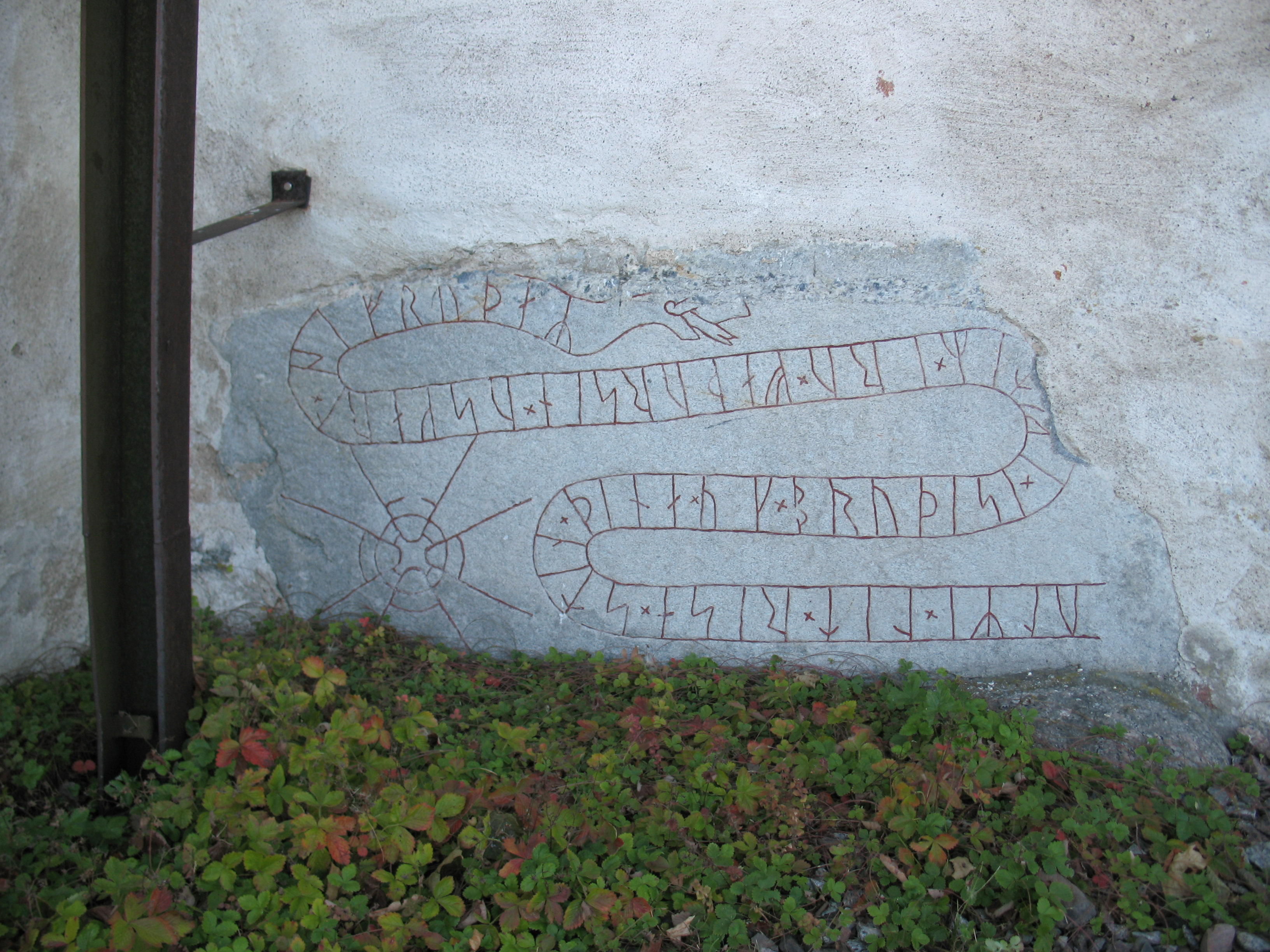
U 335
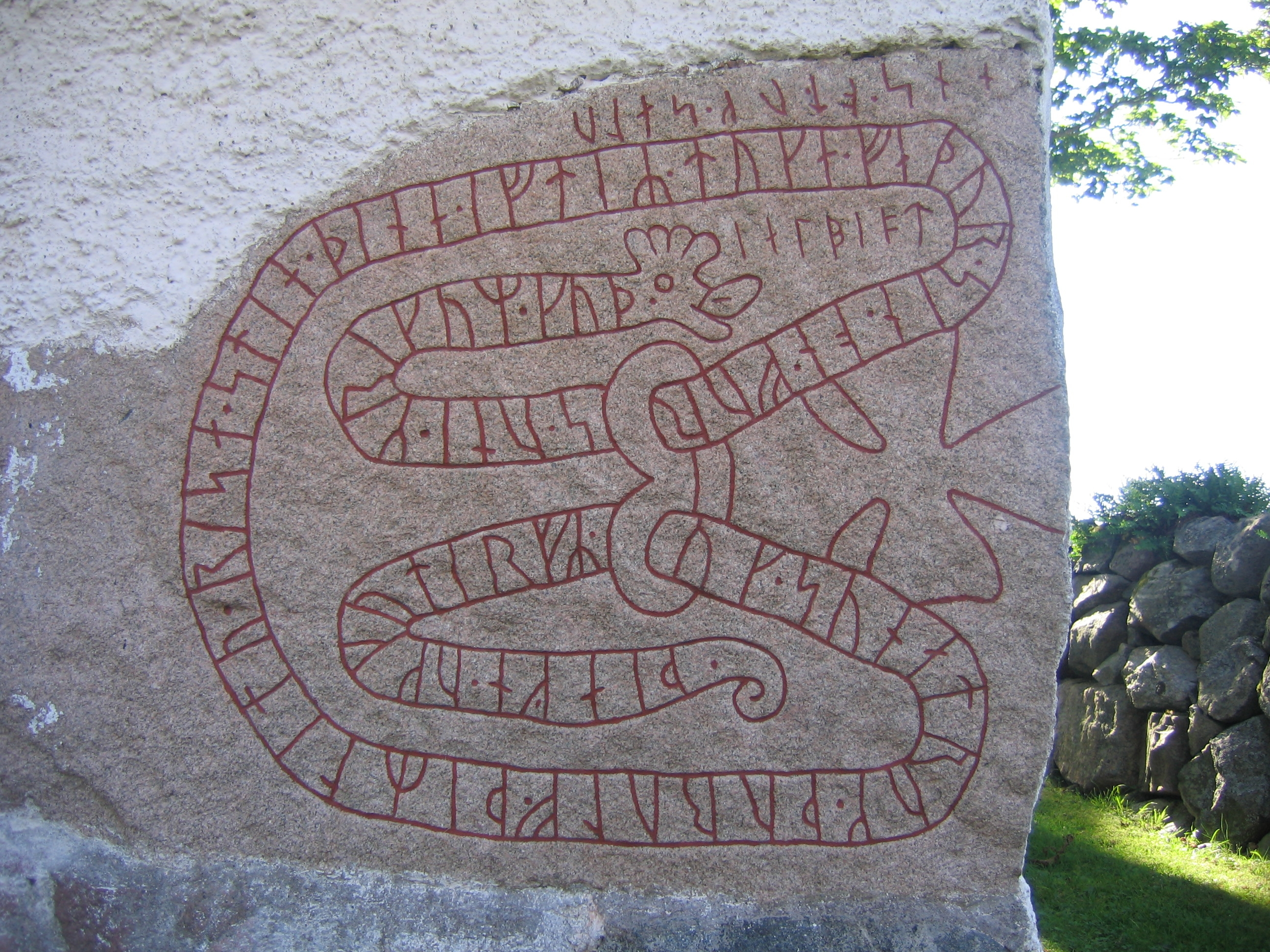
U 201
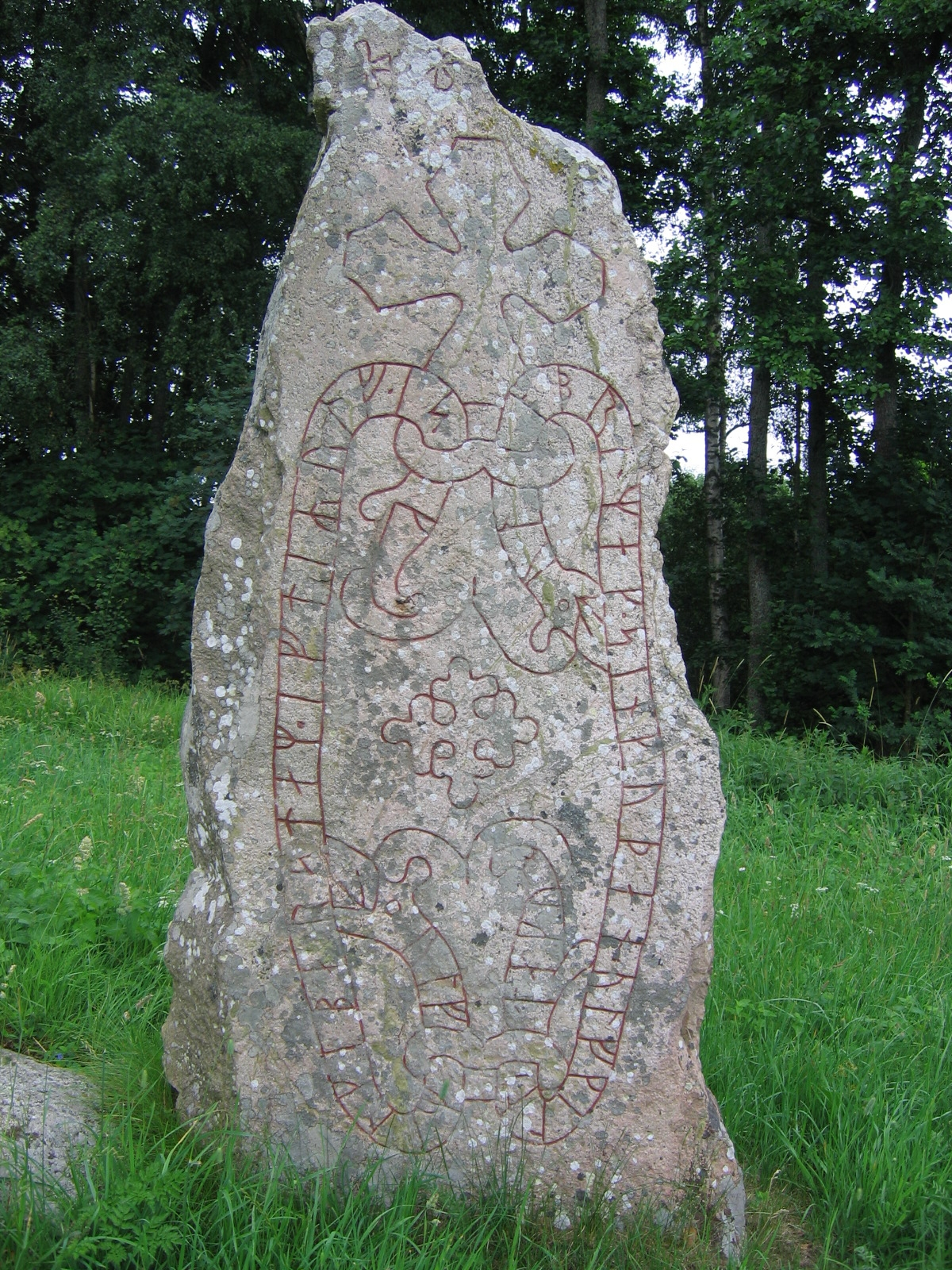
U 161

### Pr2 (estil Ringerike)
És la segona etapa de l'estil Ringerike aplicat a la decoració de pedres rúniques. Aquest estil és sols un poc més modern que l'anterior, ja que va del 1020 al 1050, i també l'en substitueix el Pr3. Els animals solen presentar un perfil còncau, amb ulls ametlats i amb plomalls i apèndixs arrissats damunt el nas i els ulls.

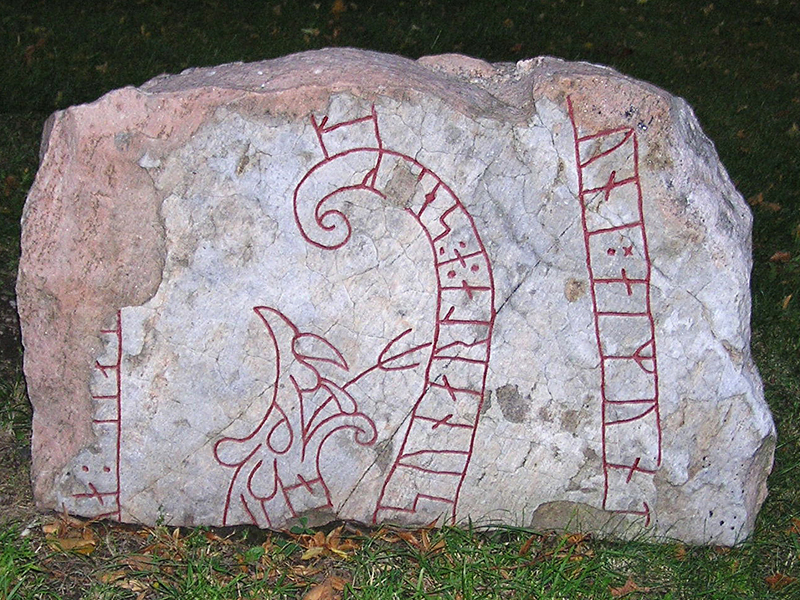
Sö 279
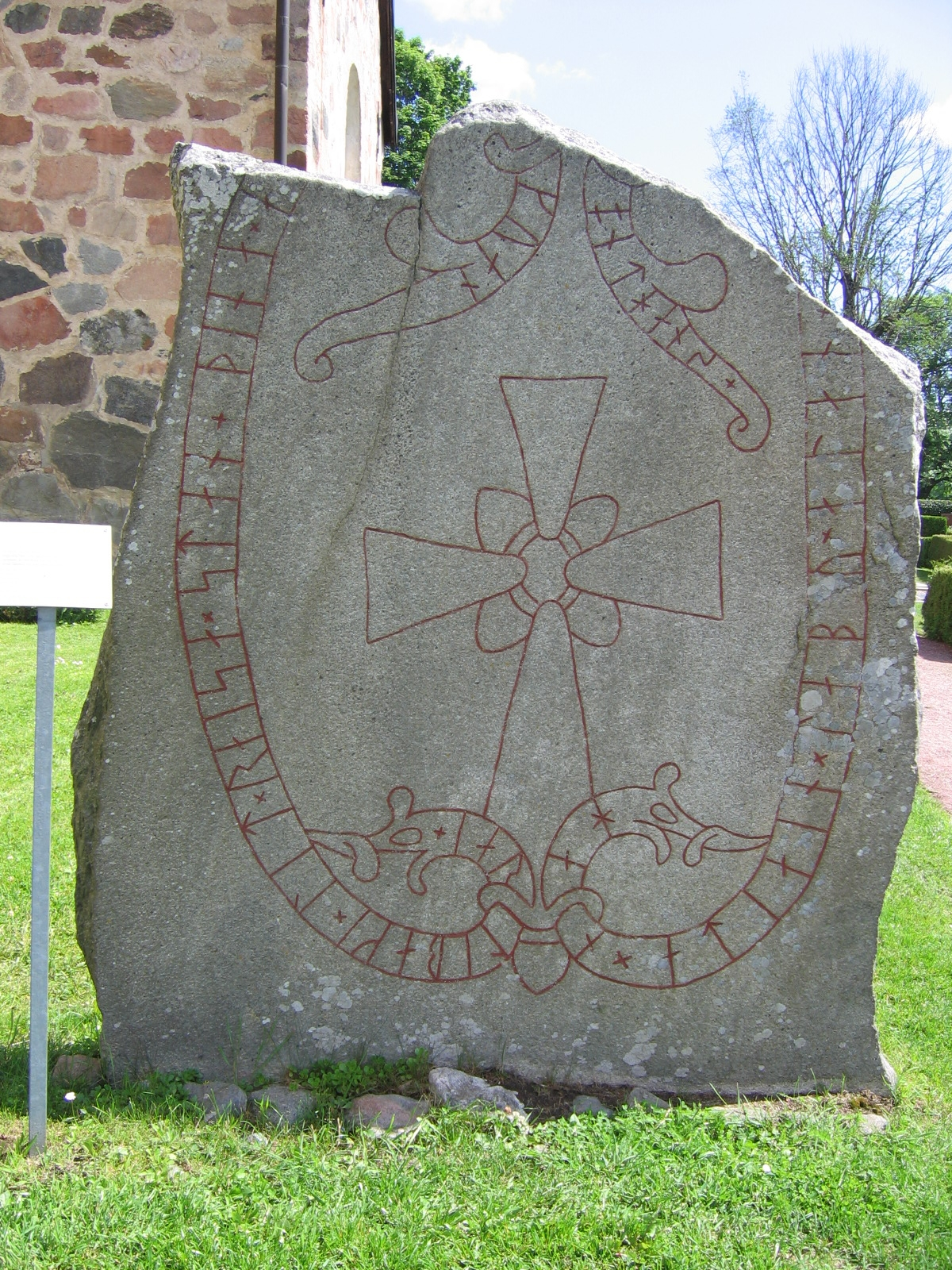
U 212
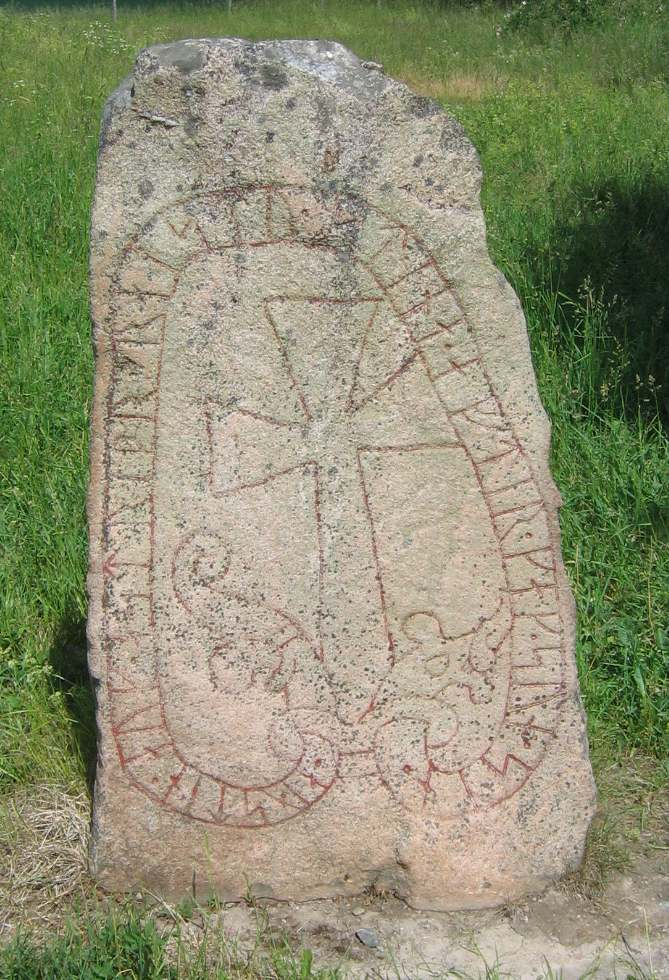
U 137
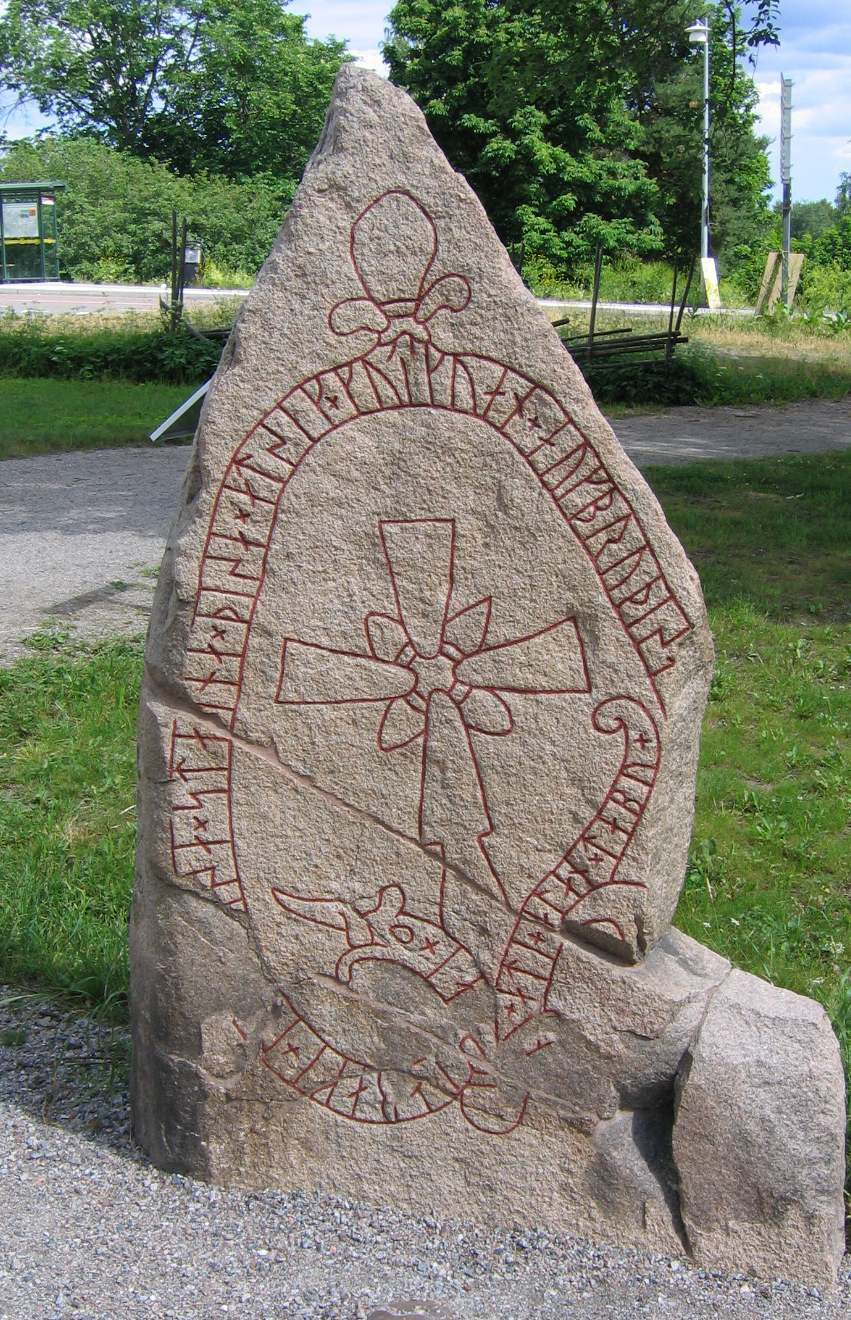
U 165

### Pr3 (estil Urnes)
És la primera etapa de l'estil Urnes. Aquest estil reemplaçà els anteriors FP, Pr1 i Pr2 i abasta del 1050 al 1080. Els caps de les bèsties representades de perfil tenen ulls ametlats característics i el morro sol ser-ne convex. Solen tenir apèndixs arrissats sobre el nas, els ulls i el coll. Conforme evoluciona l'estil Urnes la decoració se'n fa més complexa i intricada. 

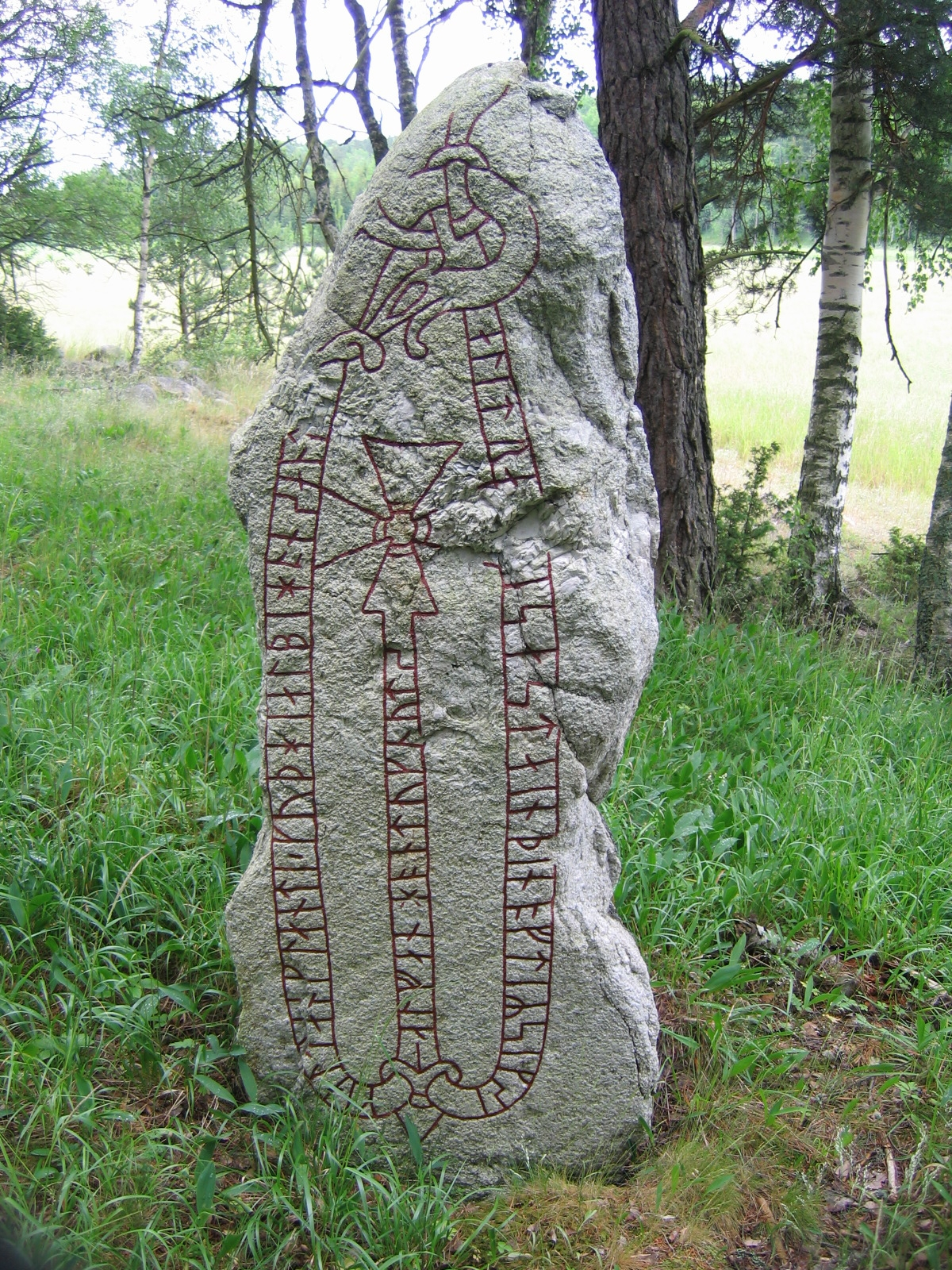
U 194
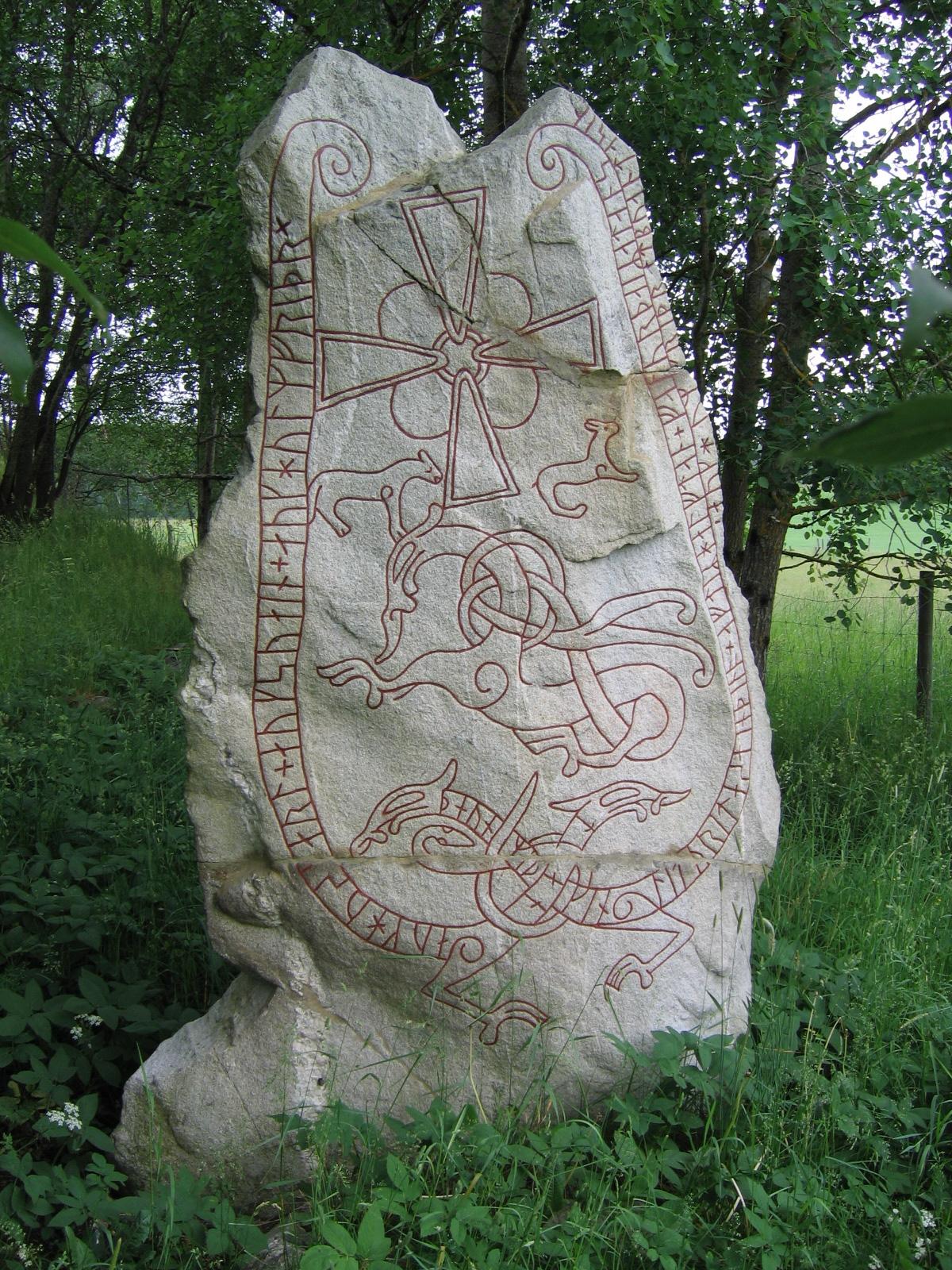
U 240
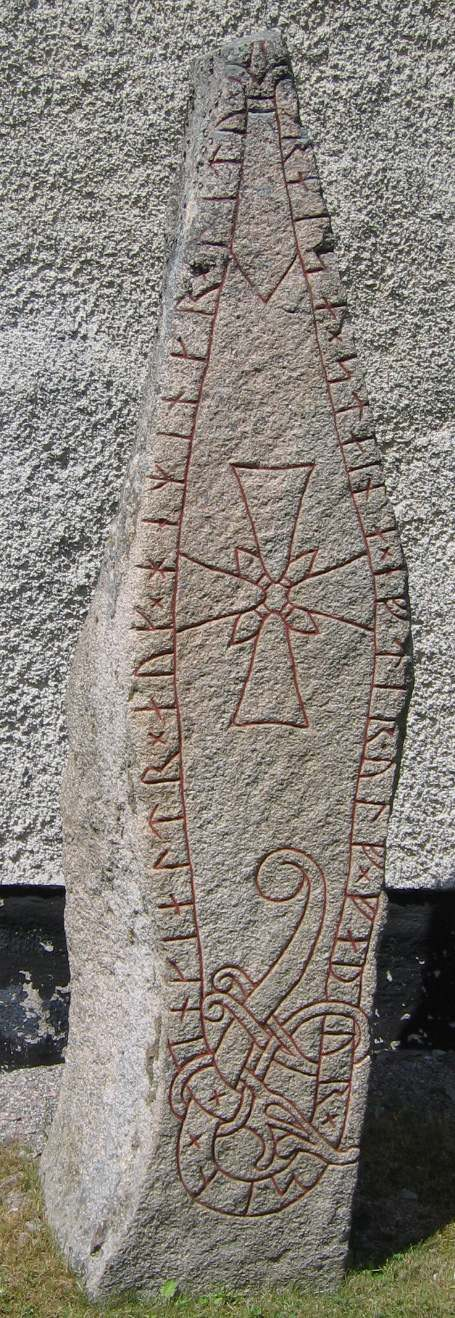
U 256
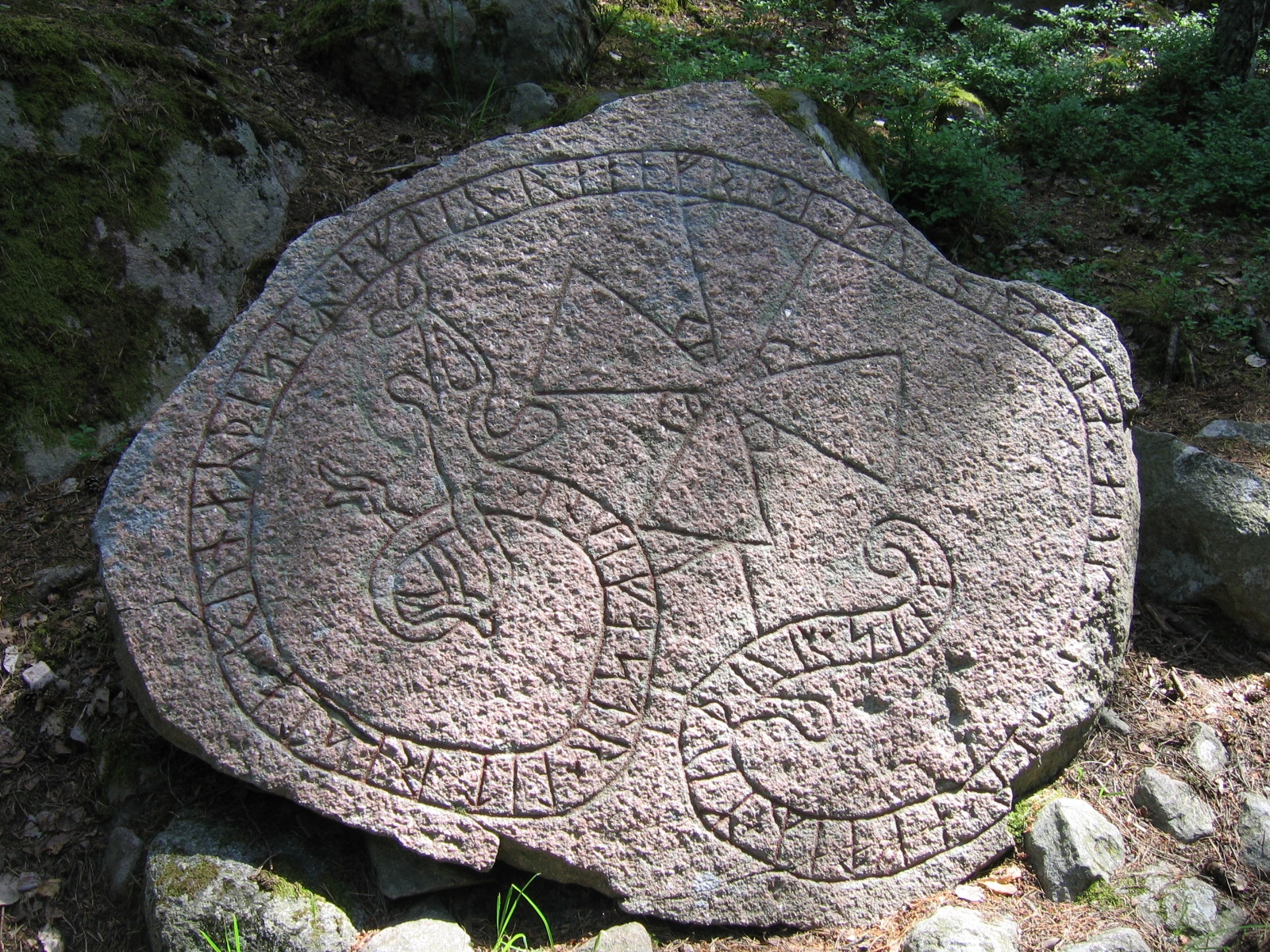
U 148

### Pr4 (estil Urnes mitjà)
Aquest estil apareix un poc després, entre 1060-1070, i dura fins al 1100.

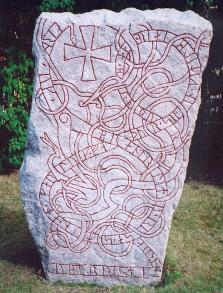
U Fv1976;107
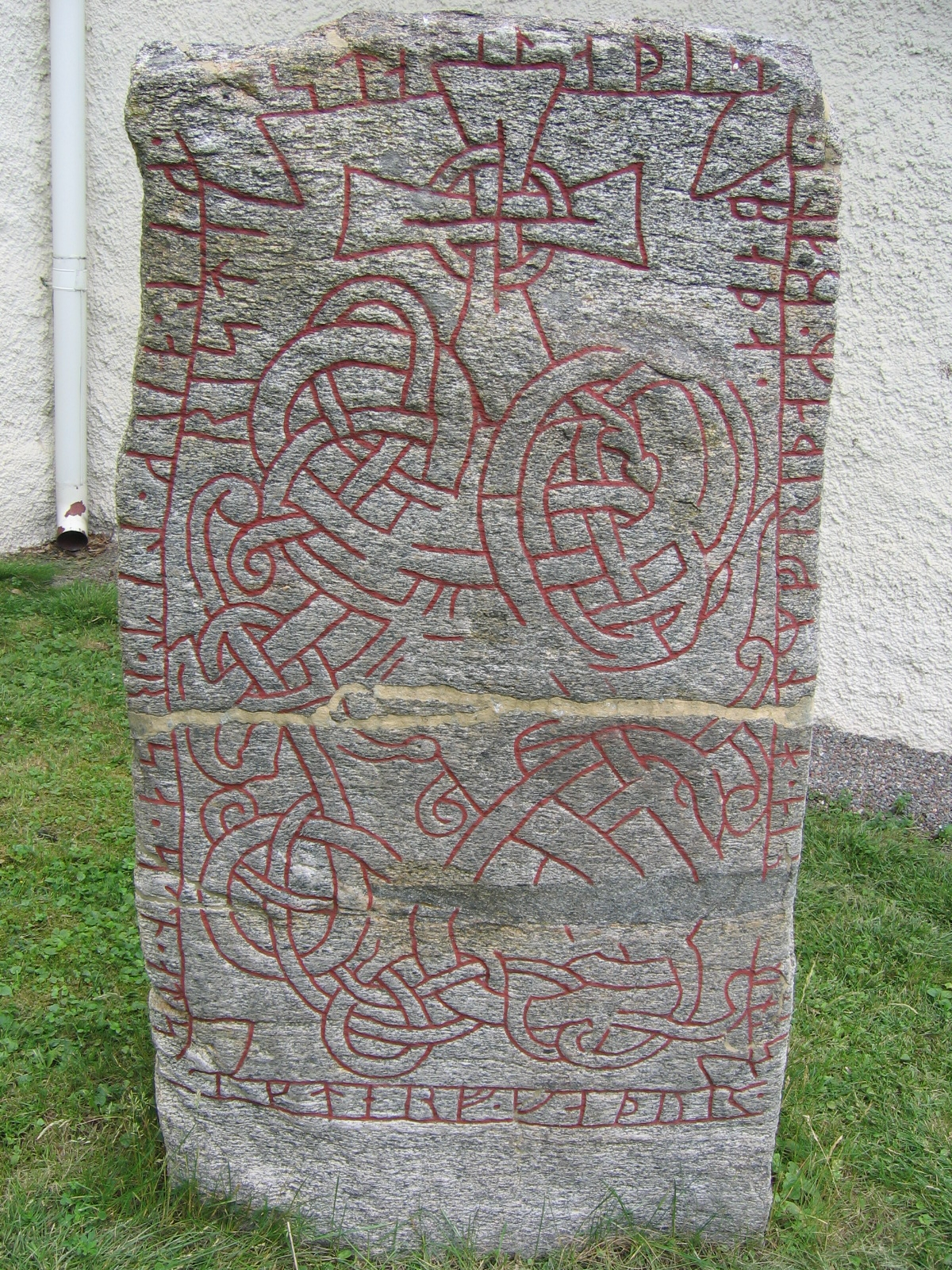
U 647
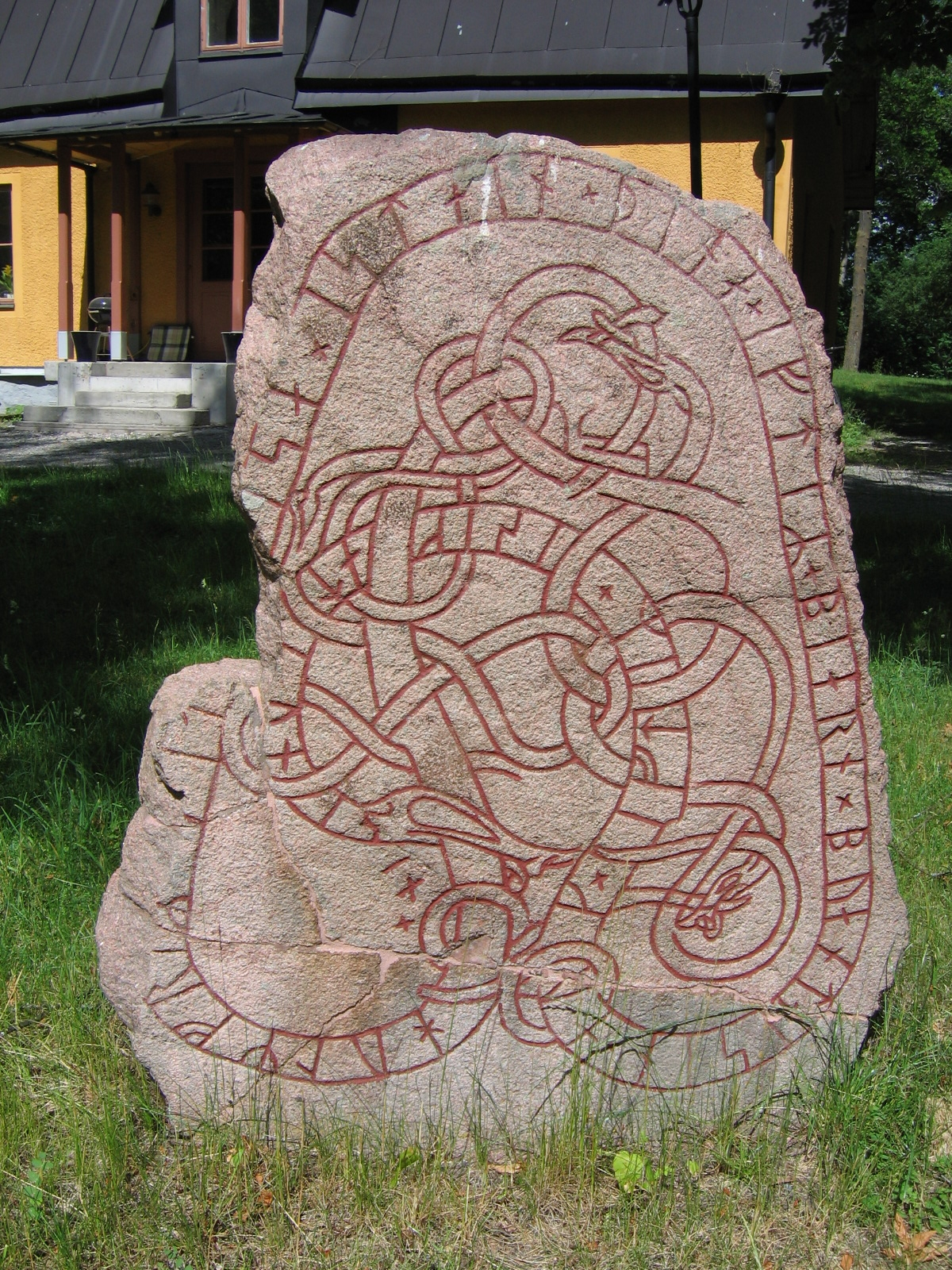
U 152
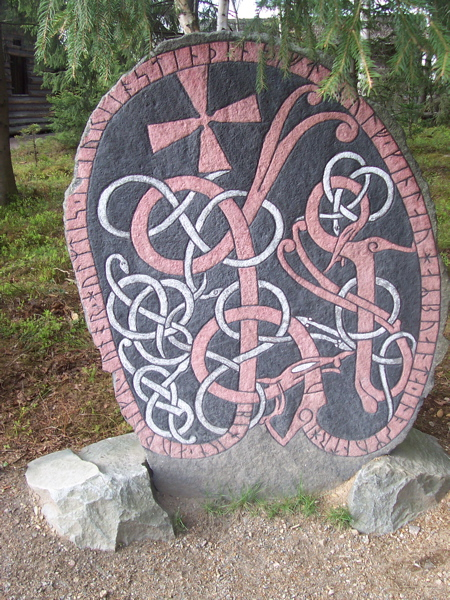
U 871

### Pr5 (estil Urnes refinat)
Aquest fou el darrer estil decoratiu d'esteles rúniques i es perllongà fins que deixaren d'erigir pedres. Aparegué aproximadament al 1080-1100 i arribà fins a 1130.

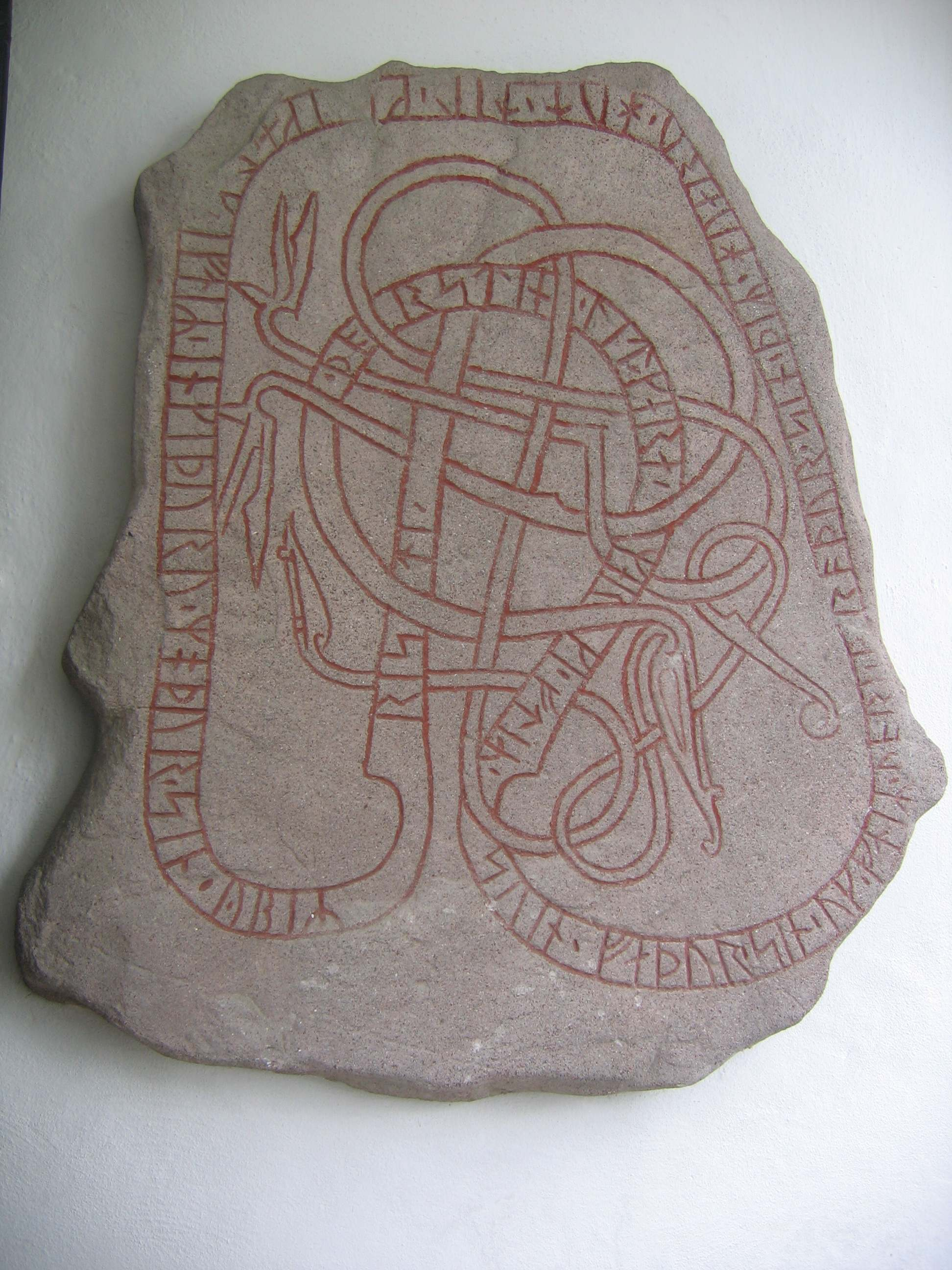
U 104
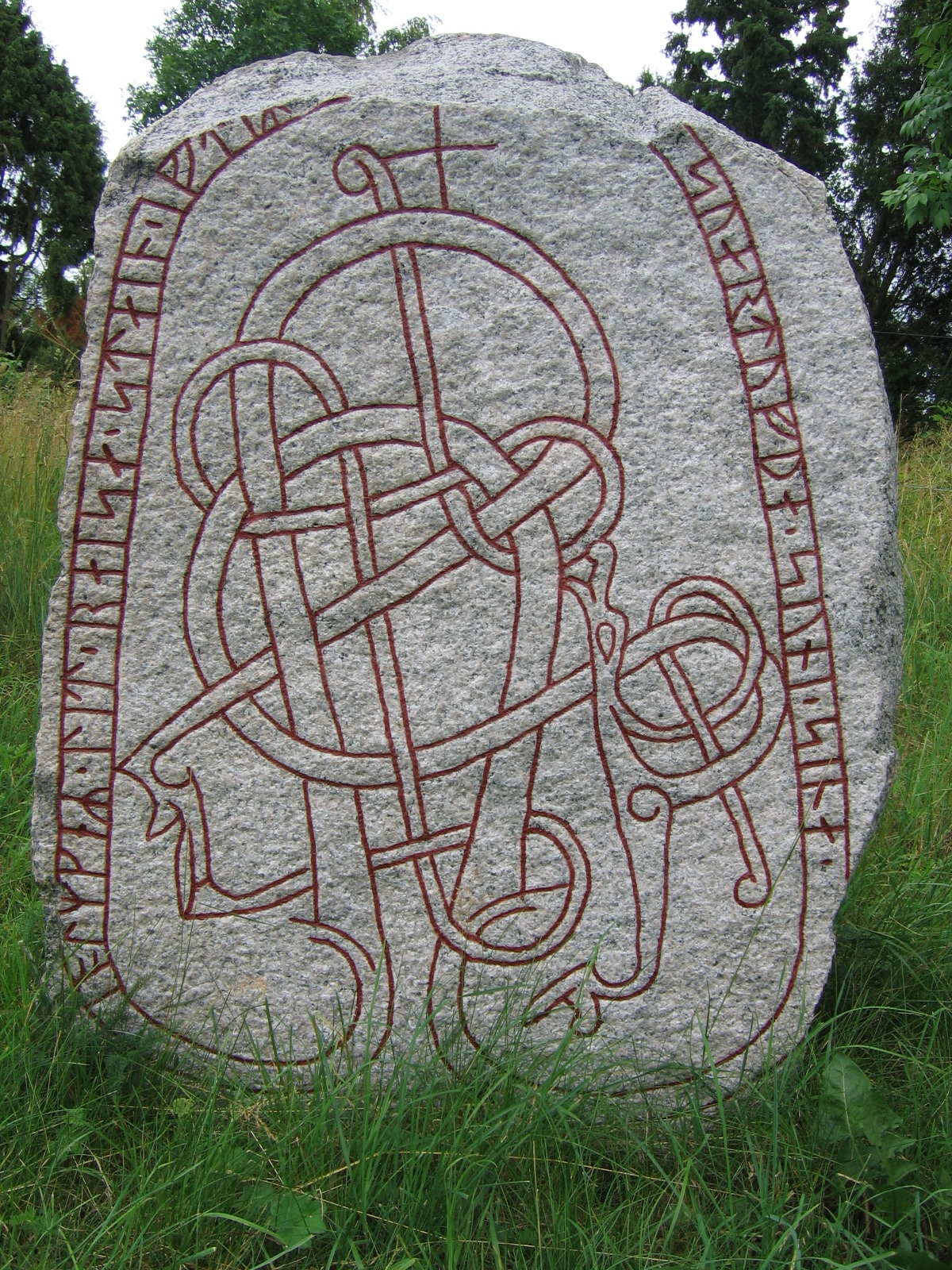
U 1014
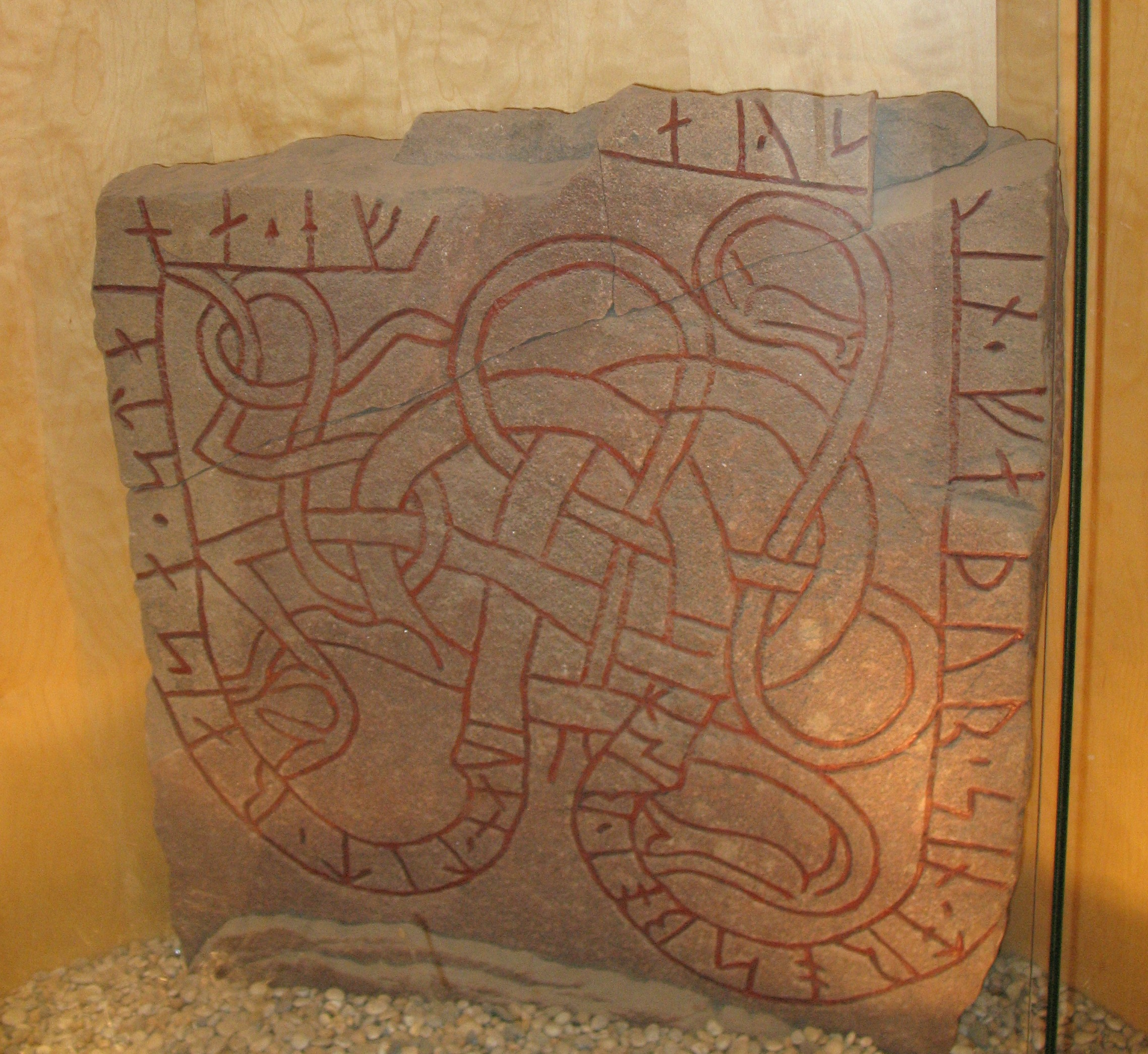
U 216
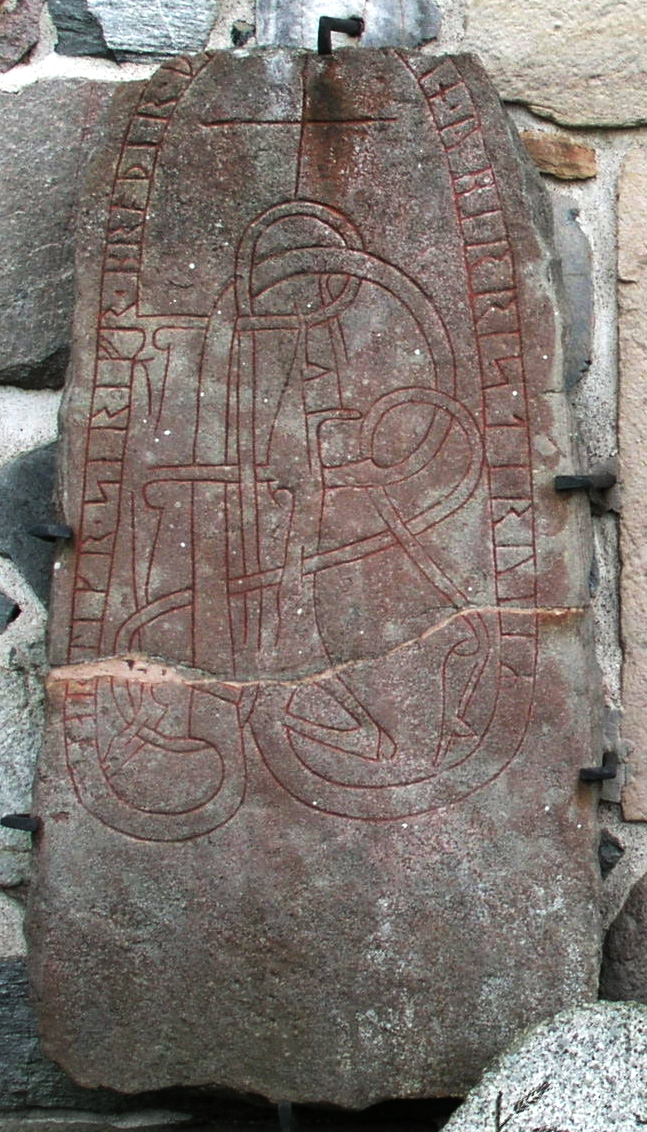
U 541

## KB
Aquest estil s'utilitza en el projecte Rundata, tot i que no pertany a la classificació de Gräslund. És un estil comú a l'oest de Södermanland i es caracteritza perquè la banda rúnica envolta creus.

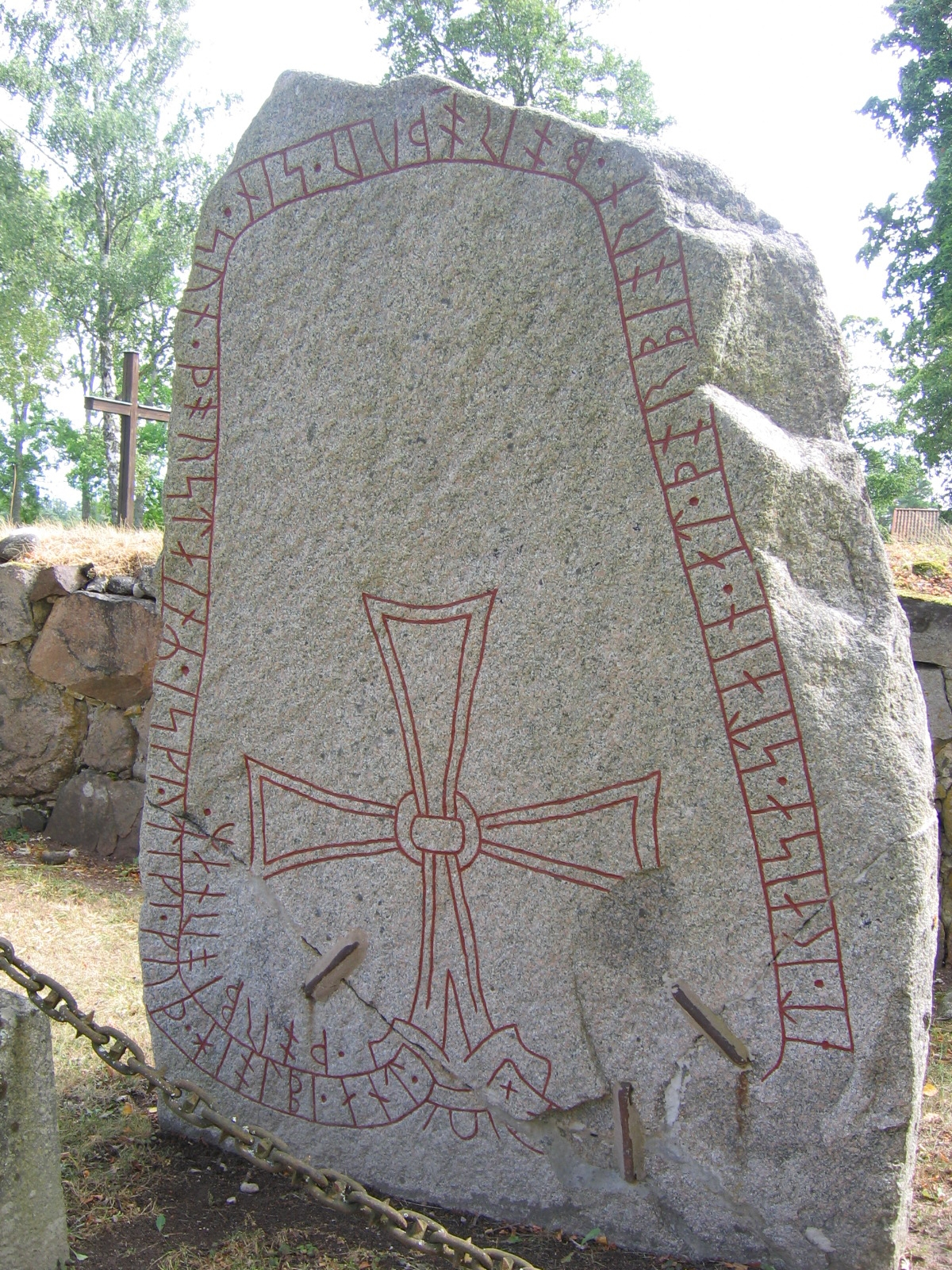
Sö 84
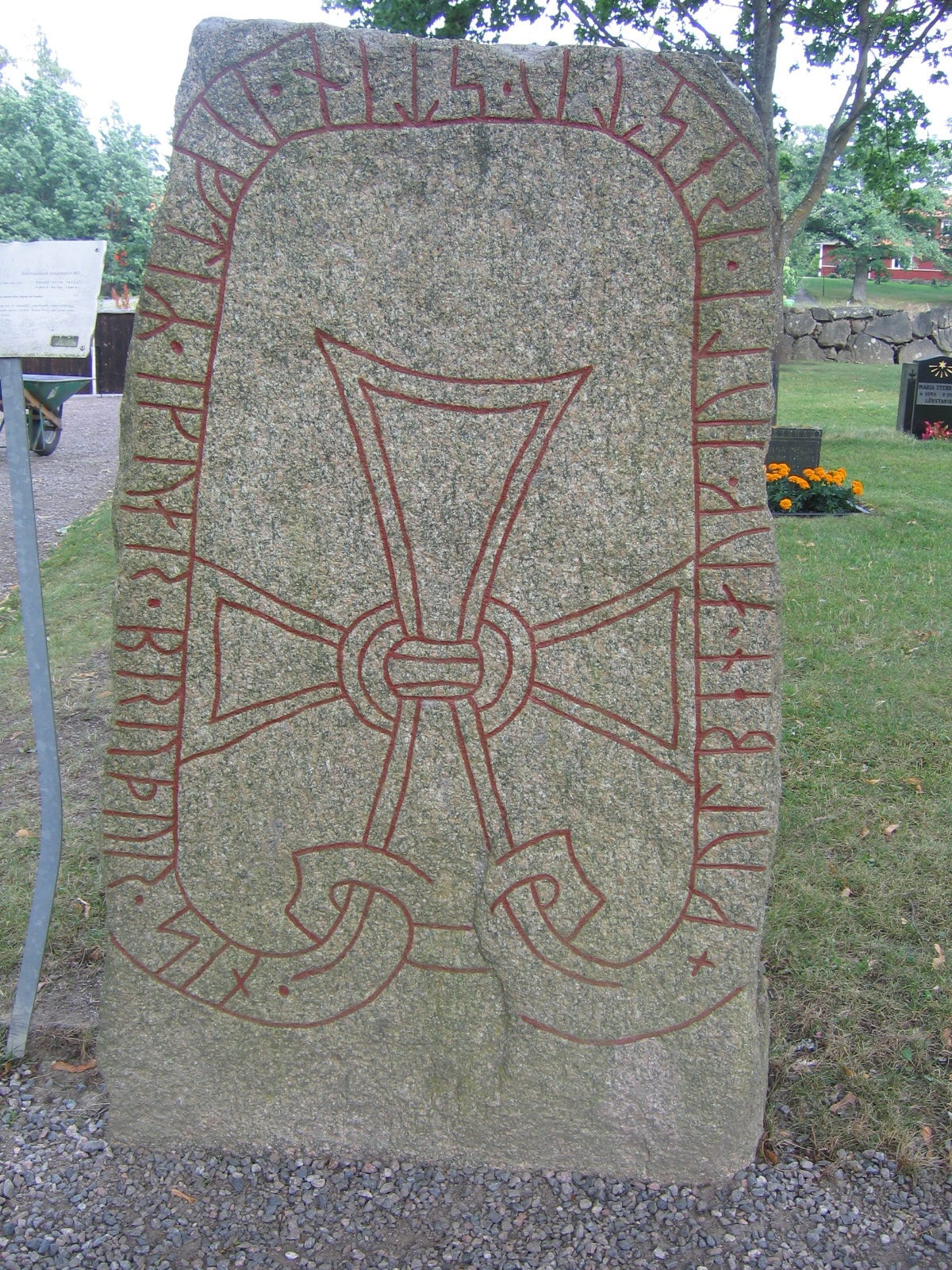
Sö 362
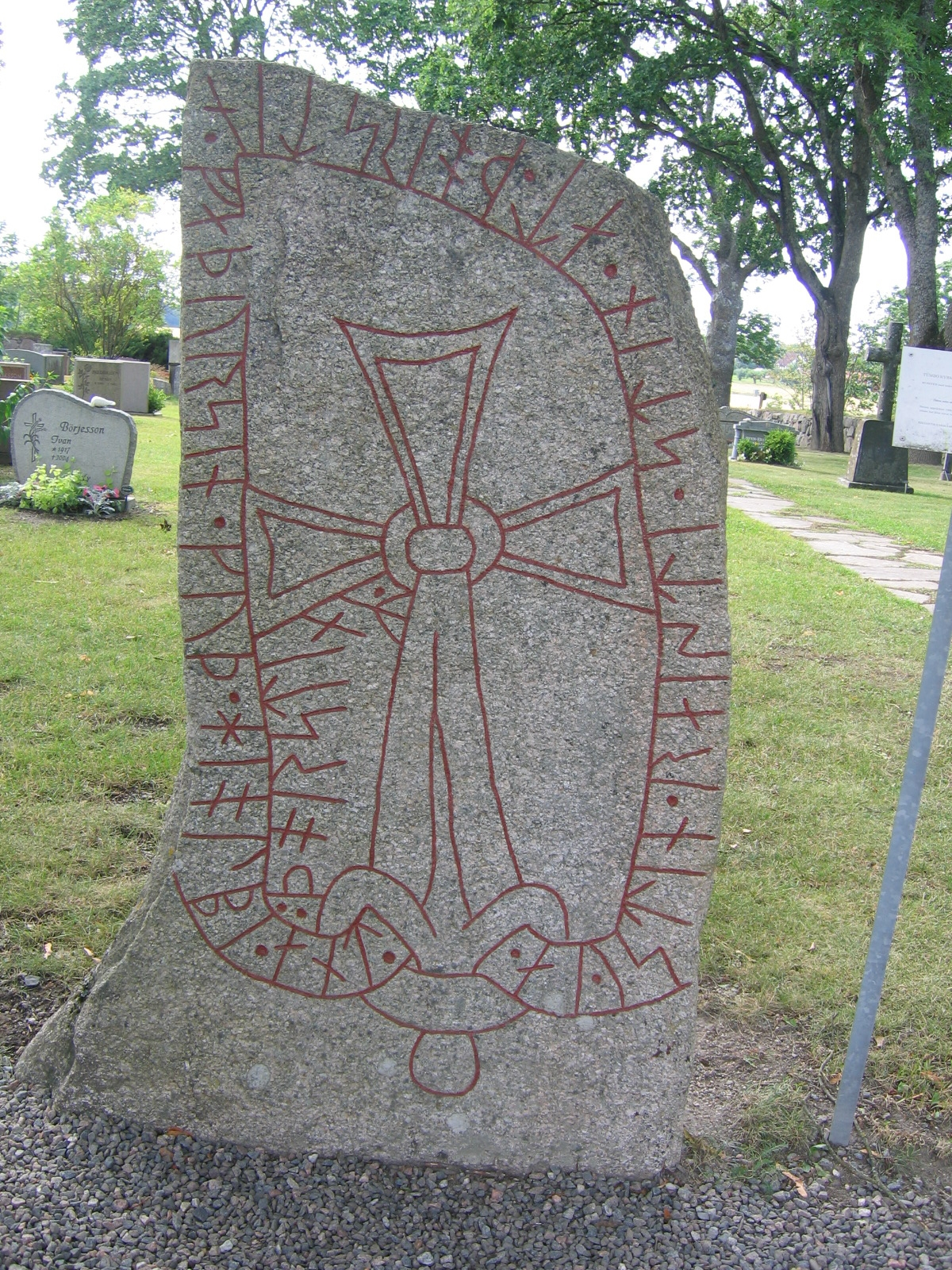
Sö 363
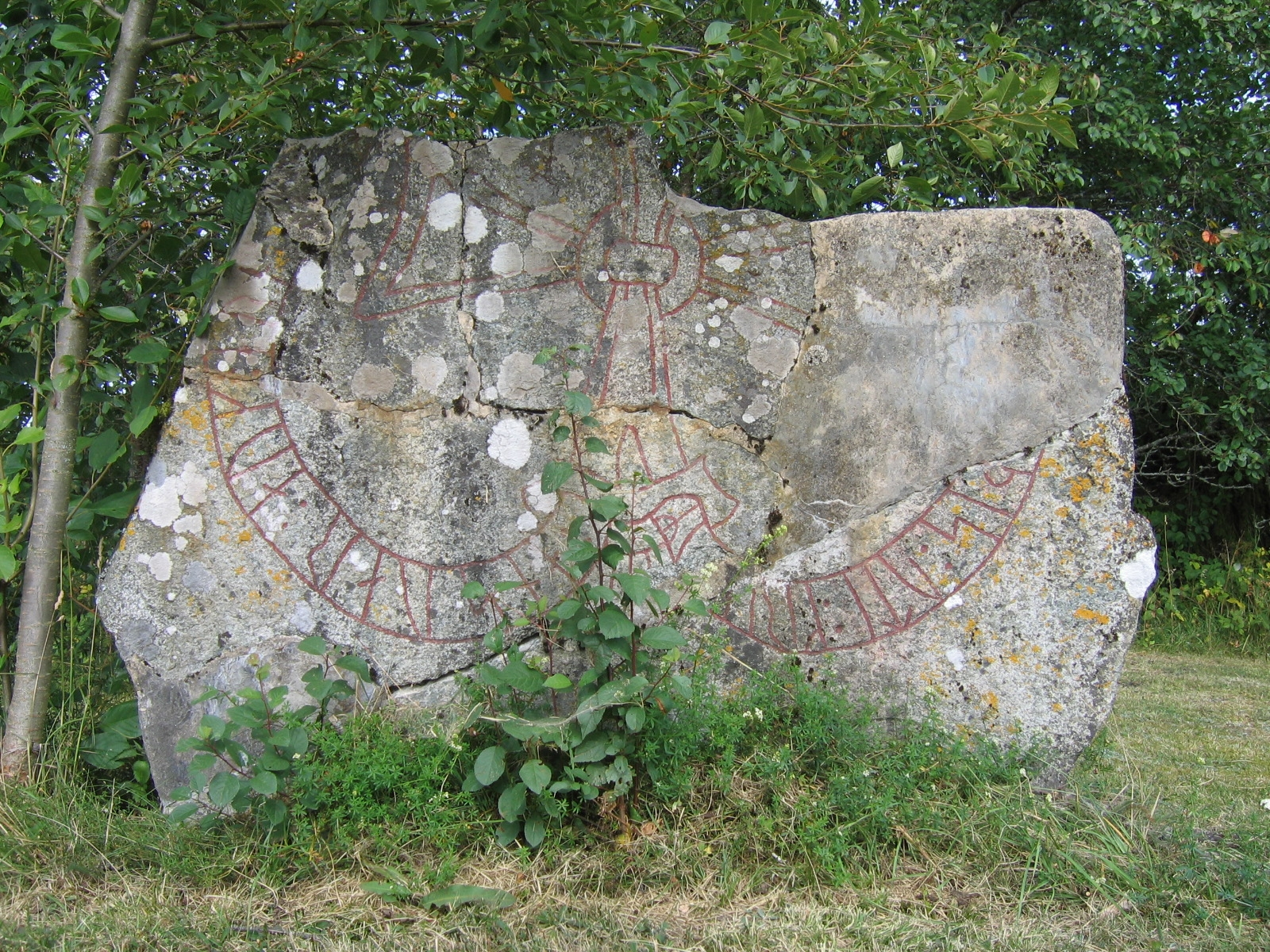
Sö 85